# Берт Вільямс
Берт Вільямс (англ. Bert Frederick Williams; 31 січня 1920, Бредлі — 19 січня 2014, Вулвергемптон) — англійський футболіст, що грав на позиції воротаря.
Виступав, зокрема, за клуб «Вулвергемптон», а також національну збірну Англії.
Чемпіон Англії. Володар Кубка Англії. 

## Клубна кар'єра
Народився 31 січня 1920 року в місті Бредлі. Вихованець юнацьких команд футбольних клубів «Томпсон» і «Волсолл».
У дорослому футболі дебютував 1937 року виступами за команду клубу «Волсолл», в якій провів два сезони, взявши участь у 25 матчах чемпіонату. З початком Другої Світової війни пішов служити до Британських ВПС.
Після війни, 1945 року, приєднався до клубу «Вулвергемптон», за який відіграв 12 років.  Більшість часу, проведеного у складі «Вулвергемптона», був основним голкіпером команди. Завершив професійну кар'єру футболіста виступами за команду «Вулвергемптон Вондерерс» у 1957 році.
Помер 19 січня 2014 року на 94-му році життя у місті Вулвергемптон.

## Виступи за збірні
1949 року дебютував в офіційних матчах у складі національної збірної Англії. Протягом кар'єри у національній команді, яка тривала 7 років, провів у формі головної команди країни 24 матчі, пропустивши 34 голи.
У складі збірної брав участь у чемпіонаті світу 1950 року у Бразилії, де був основним голкіпером англійців, утім не зміг допомогти команді подолати груповий етап змагання.
| Дата       | Місто          | Господарі         | Результат | Гості      | Турнір             | Голи | Примітки |
| ---------- | -------------- | ----------------- | --------- | ---------- | ------------------ | ---- | -------- |
| 22-5-1949  | Коломб         | Франція           | 1 – 3     | Англія     | товариський матч   | -    |          |
| 21-9-1949  | Ліверпуль      | Англія            | 0 – 2     | Ірландія   | товариський матч   | -    |          |
| 15-10-1949 | Кардіфф        | Уельс             | 1 – 4     | Англія     | Відбір до ЧС 1950  | -    |          |
| 30-11-1949 | Лондон         | Англія            | 2 – 0     | Італія     | товариський матч   | -    |          |
| 15-4-1950  | Глазго         | Шотландія         | 0 – 1     | Англія     | Відбір до ЧС 1950  | -    |          |
| 14-5-1950  | Лісабон        | Португалія        | 3 – 5     | Англія     | товариський матч   | -    |          |
| 18-5-1950  | Брюссель       | Бельгія           | 1 – 4     | Англія     | товариський матч   | -    |          |
| 25-6-1950  | Ріо-де-Жанейро | Англія            | 2 – 0     | Чилі       | ЧС 1950 - 1-й етап | -    |          |
| 29-6-1950  | Белу-Оризонті  | Англія            | 0 – 1     | США        | ЧС 1950 - 1-й етап | -    |          |
| 2-7-1950   | Ріо-де-Жанейро | Іспанія           | 1 – 0     | Англія     | ЧС 1950 - 1-й етап | -    |          |
| 7-10-1950  | Белфаст        | Північна Ірландія | 1 – 4     | Англія     | Домашній чемпіонат | -    |          |
| 15-11-1950 | Сандерленд     | Англія            | 4 – 2     | Уельс      | Домашній чемпіонат | -    |          |
| 22-11-1950 | Лондон         | Англія            | 2 – 2     | Югославія  | товариський матч   | -    |          |
| 14-4-1951  | Лондон         | Англія            | 2 – 3     | Шотландія  | Домашній чемпіонат | -    |          |
| 9-5-1951   | Лондон         | Англія            | 2 – 1     | Аргентина  | товариський матч   | -    |          |
| 19-5-1951  | Ліверпуль      | Англія            | 5 – 2     | Португалія | товариський матч   | -    |          |
| 3-10-1951  | Лондон         | Англія            | 2 – 2     | Франція    | товариський матч   | -    |          |
| 20-10-1951 | Лондон         | Англія            | 1 – 1     | Уельс      | Домашній чемпіонат | -    |          |
| 1-12-1954  | Лондон         | Англія            | 2 – 2     | ФРН        | товариський матч   | -    |          |
| 2-4-1955   | Лондон         | Англія            | 7 – 2     | Шотландія  | Домашній чемпіонат | -    |          |
| 15-5-1955  | Коломб         | Франція           | 1 – 0     | Англія     | Домашній чемпіонат | -    |          |
| 18-5-1955  | Мадрид         | Іспанія           | 1 – 1     | Англія     | товариський матч   | -    |          |
| 22-5-1955  | Порту          | Португалія        | 1 – 1     | Англія     | товариський матч   | -    |          |
| 22-10-1955 | Кардіфф        | Уельс             | 2 – 1     | Англія     | Домашній чемпіонат | -    |          |
| Усього     |                | Матчів            | 24        |            | Голів              | 0    |          |

## Титули і досягнення
- Чемпіон Англії (1):

«Вулвергемптон Вондерерз»: 1953–54
- Володар Кубка Англії (1):

«Вулвергемптон Вондерерз»: 1948–49
- Володар Суперкубка Англії (1):

«Вулвергемптон Вондерерз»: 1954